# Henry William Ravenel

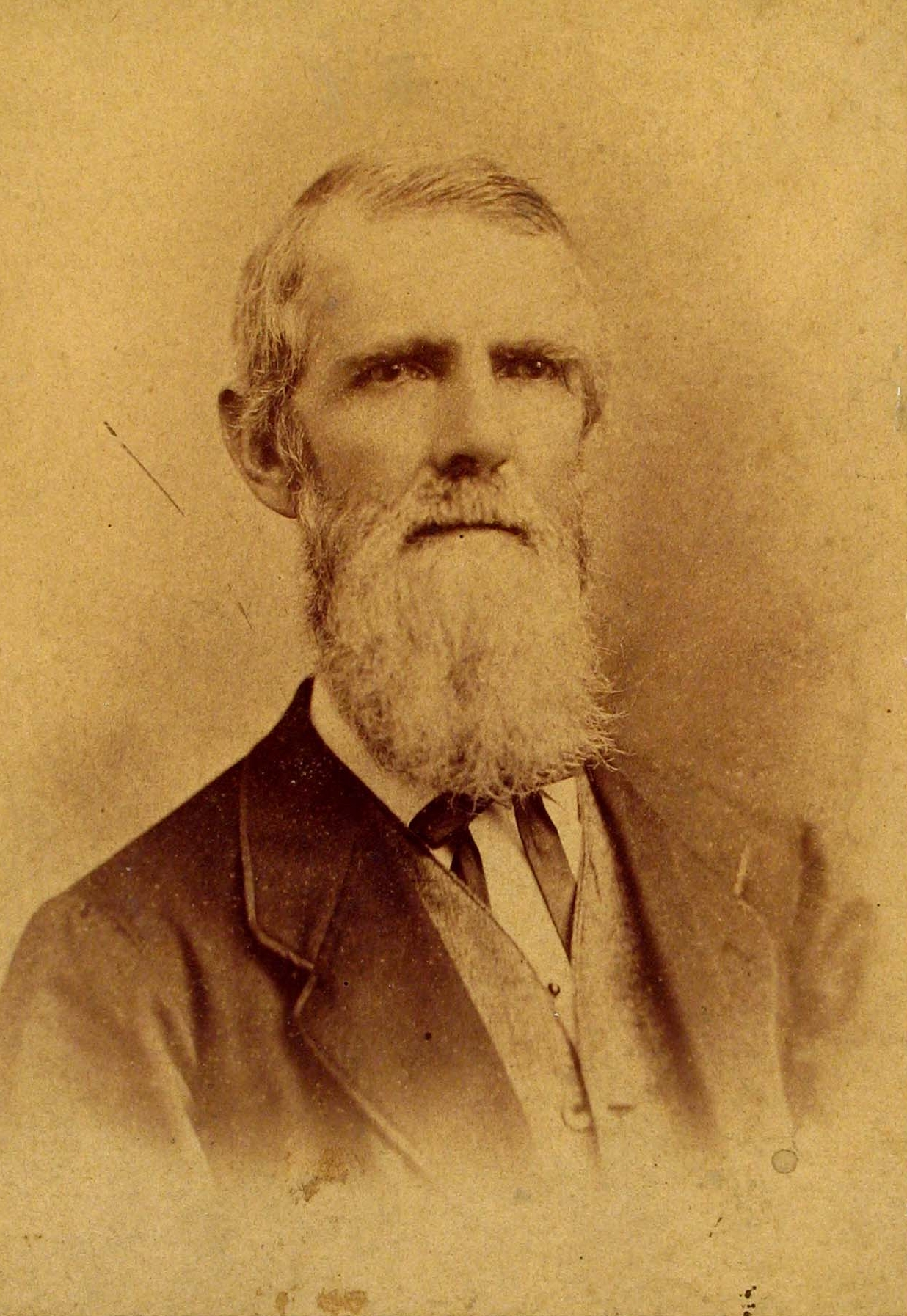
Henry William Ravenel

Henry William Ravenel (Berkeley, Carolina do Sul, 19 de maio de 1814 — Aiken, Carolina do Sul, 17 de julho de 1887) foi um botânico e micologista norte-americano.